# Windows 3.1x
Windows 3.1x je linija Microsoftovih operacijskih sistemov za uporabo na osebnih računalnikih.

## Različice

#### Osnovna
Windows 3.1 (kodno ime  Janus ) je izšel aprila 1992. Združljiv je z vsemi prejšnjimi različicami, z razliko, da ni imel realnega DOS načina in namesto igre Reversi je imel igro Minolovec. Imel je tudi File Manager in Program Manager.

### Windows 3.11
Microsoft je tudi izdal posodobitev za Windows 3.1, ki poleg nekaterih datotek spremeni tudi okno »O Windows« v različico 3.11. Zato Windows 3.11 ni samostojna različica, temveč le manjša posodobitev za Windows 3.1, kot je servisni paket.

### Windows 3.2
Izšel je samo v poenostavljeni kitajščini. Popravil je številne težave z zapisom kitajskih črk. Večina programov je enakih kot v drugih izdajah razen nekaterih programov v zvezi s pisavo in obliko zapisa datuma/časa. 

## Windows For Workgroups
Windows za delovne skupine, je omogočal uporabnikom, da delijo svoje datoteke.

### Windows For Workgroups 3.1
Windows For Workgroups 3.1 (kodno ime  Winball , kasneje  Sparta ) je izšel oktobra 1992. Imel je podporo za mrežne povezave. Prišel s podporo SMB deljenje datotek skozi NetBIOS.

### Windows For Workgroups 3.11
Windows For Workgroups 3.11 (kodno ime  Snowball ) je izšel 11. avgusta 1993 in začel s svetovno prodajo novembra 1993. V dveh mesecih je Windows 3.1 prodal več kot dva milijona kopij. Imel je polno podporo za 32-bitni datotečni sistem in VCACHE.386.
Winsock posodobitev je bila potrebna za TCP/IP povezavo. Microsoft je avgusta 1994 izdal posodobitev za omejeno TCP/IP podporo (kodno ime  Wolverine ).
1. novembra 2008 so prenehali prilagati Windows For Workgroups 3.11 k računalnikom. Windows 3.11 še vedno uporabljajo na letaliških terminalih in bankomatih.